# Vršovická vodárna (Michle)
Vršovická vodárna v Michli v Praze 4 je vodárenský komplex, který vybudovalo město Vršovice v letech 1906 až 1907 jako součást svého vodárenského systému.

## Popis
Jeho nejvýraznější součástí je věžový vodojem, dále k vodárně patří zemní vodojem, přečerpávací stanice a obytný dům. Stavba bývá označována jako vršovický či michelský vodojem, vodárenská věž či vodárna. Nachází se v horní Michli (dnes součást Prahy 4) na Zelené lišce v těsném sousedství někdejší Janečkovy zbrojovky (JAWA Nusle) a pozdější továrny pro výrobu motocyklů značky Jawa (po roce 1960 ČKD Polovodiče), poblíž ulic Hanusova a Pod vršovickou vodárnou III, nedaleko od hranice s Krčí a Nuslemi. Vodárenská věž po léta tvořila jednu z dominant pražské Pankráce a byla viditelná z mnoha vyvýšených míst v Praze. Dodnes je nepřehlédnutelná zejména při jízdě po blízké Chodovské radiále při jízdě směrem k dálnici D1 (po pravé straně). Komplex vodojemu na Zelené lišce tvořil celek s tzv. vršovickou vodárnou v ulici Vltavanů č. p. 229 v Braníku, kde byly jímací studně na vodu. Architektonickou úpravu všech budov vršovické vodárenské soustavy navrhl významný český architekt Jan Kotěra. Fasády jsou provedeny z neomítnutých cihel, věžový vodojem má měděnou střechu. V informační mapě hlavního města Prahy je věžový vodojem označen adresou Na schodech 125/4, ačkoliv ulice Na schodech je od něj asi půl kilometru vzdálena; sousedící obytný domek je uváděn s adresou Hanusova 365/5, domek přečerpávací strojovny vlastní adresu nemá.
Podobnou stavbu realizoval Jan Kotěra na počátku 20. století pro tehdejší okres Třeboň poblíž židovského hřbitova Na Kopečku v Třeboni. Obě pozoruhodné stavby, vysoké 42m resp. 32 m (Třeboň), dosud stojí.

## Historie
K pražské vodovodní síti byla vršovická vodárna napojena až roku 1927. Jímací studně v Braníku ležely totiž v záplavové oblasti a po záplavách se voda z nich stávala závadnou. Vršovický vodovodní systém se tak stal pravděpodobně prvním vodovodním systémem v Československu, kde byla voda chlorována.
Zatímco původní pražská, nuselská (s káranskou vodou) i vinohradská vodárna v Podolí byly zbořeny a nahrazeny dnešní podolskou vodárnou, branická část původní vršovické vodárny byla až do 60. let 20. století udržována jako rezervní zdroj pitné vody pro potřeby civilní obrany, od 70. let byla využívána jako sportovně-rekreační zařízení, později jako byty, sklady a dílny.
Až do roku 1975 sloužil vršovický věžový vodojem v Michli přívodu vody z Podolské vodárny v Podolí v Praze 4 do vodárenského komplexu na Vinohradech (v Praze 2, 3, 10) a do Vršovic v Praze 10. Dnes již svému účelu slouží pouze zdejší podzemní vodojem.
V roce 2016 proběhla obnova vnějších fasád.

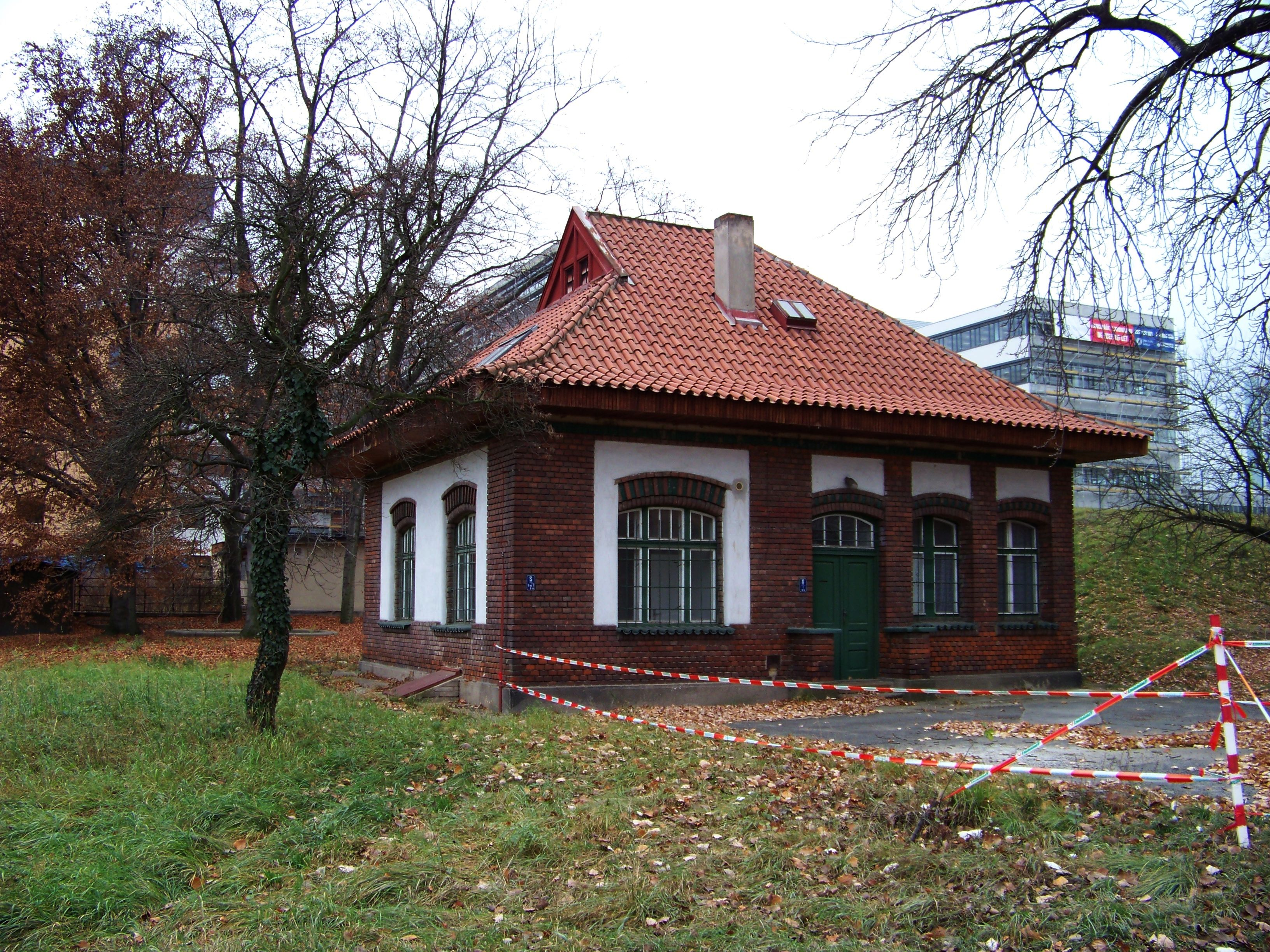
Domek u vodojemu
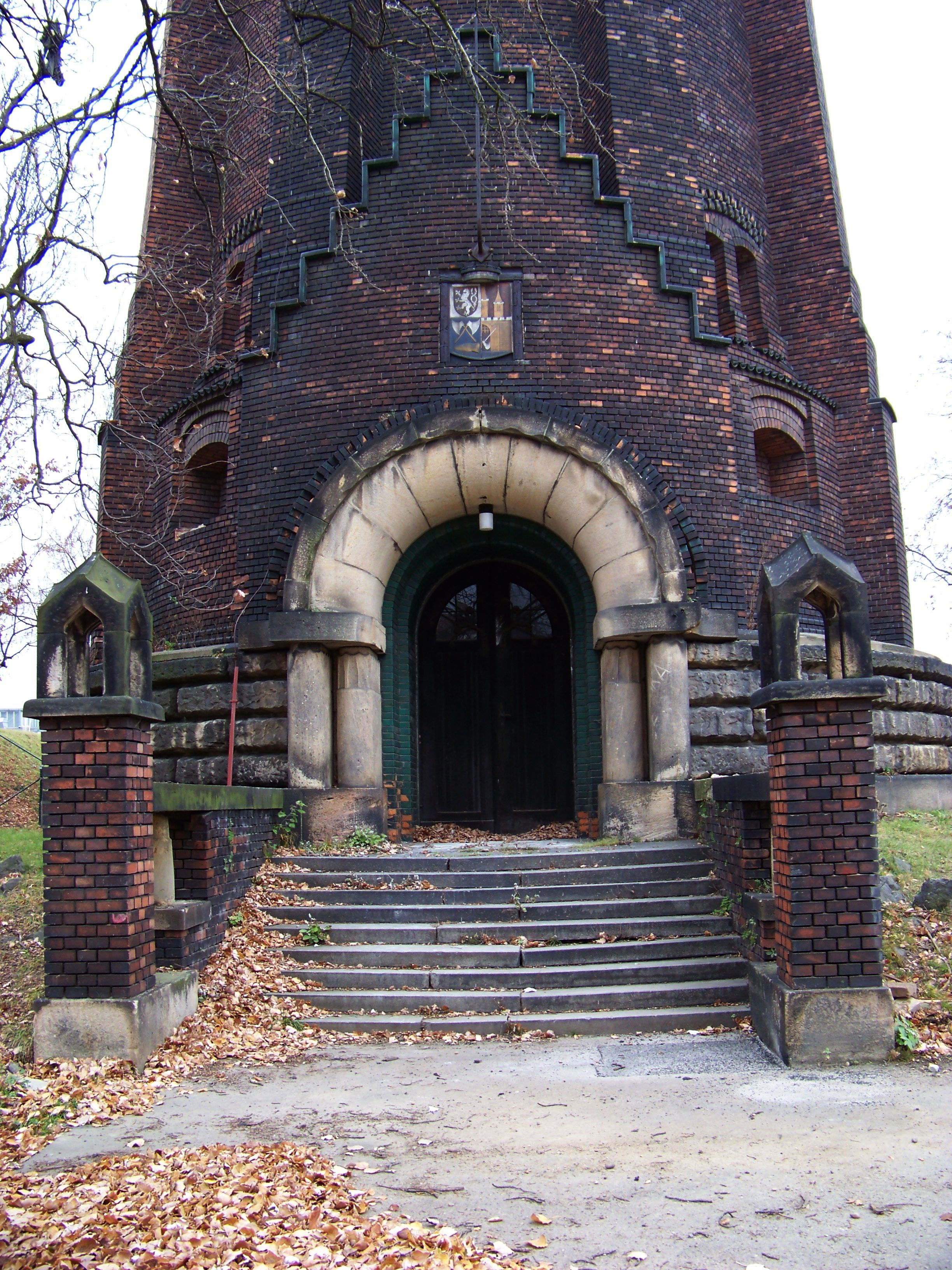
Portál věžového vodojemu
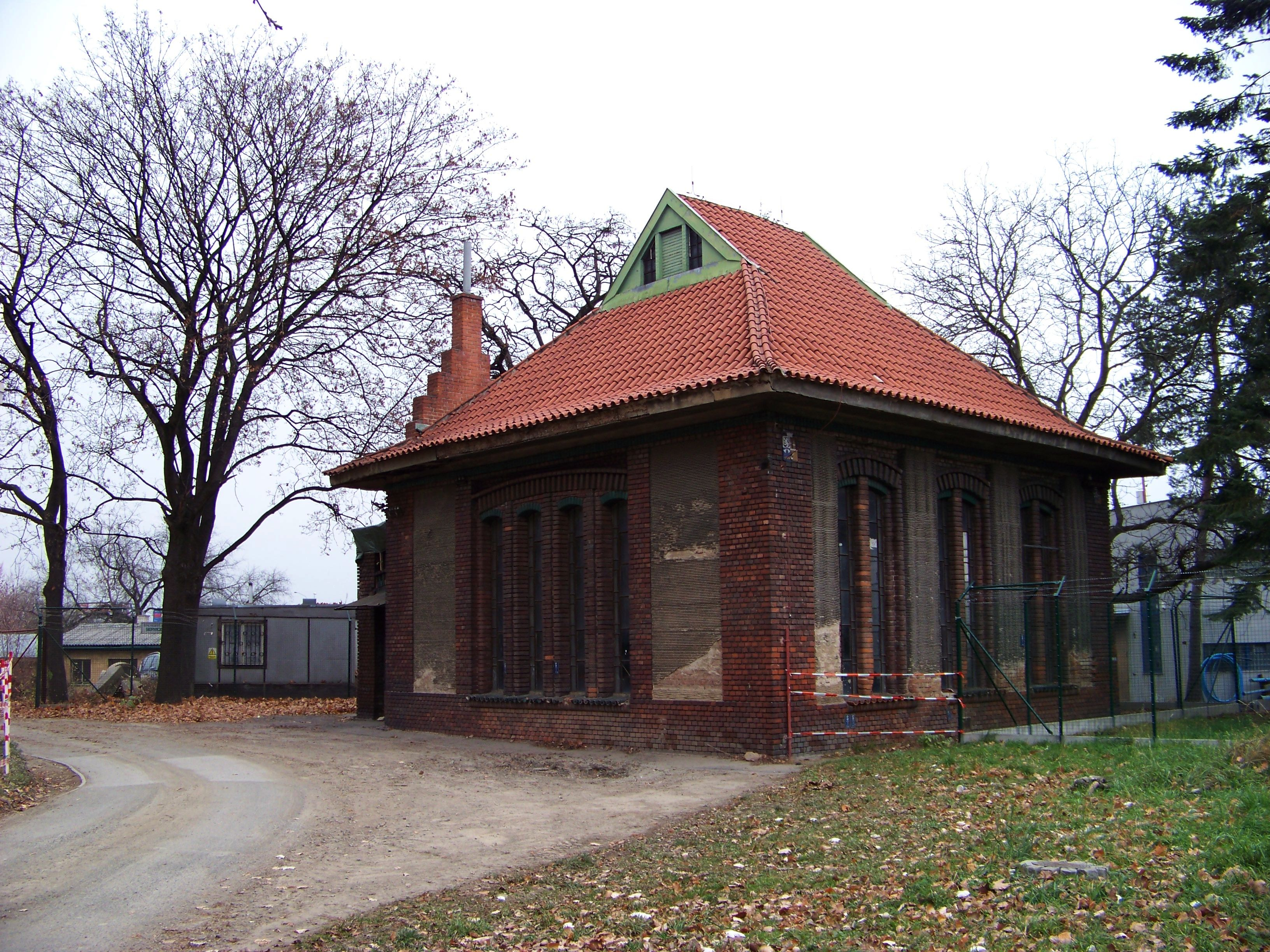
Přečerpávací stanice